# Gallone d'onore della vecchia guardia
Il Gallone d'onore della vecchia guardia (in tedesco: Ehrenwinkel der Alten Kämpfer) era un'onorificenza del Partito nazista concessa ai membri delle SS. Il gallone di colore argentato veniva indossato sulla manica superiore del braccio destro dell'uniforme, la decorazione venne autorizzata da Adolf Hitler in persona nel febbraio 1934. Tutti i membri delle SS che erano entrati nelle Allgemeine-SS, nel Partito nazista o in altre organizzazioni del partito prima del 30 gennaio 1933, erano autorizzati ad indossare il gallone d'onore.

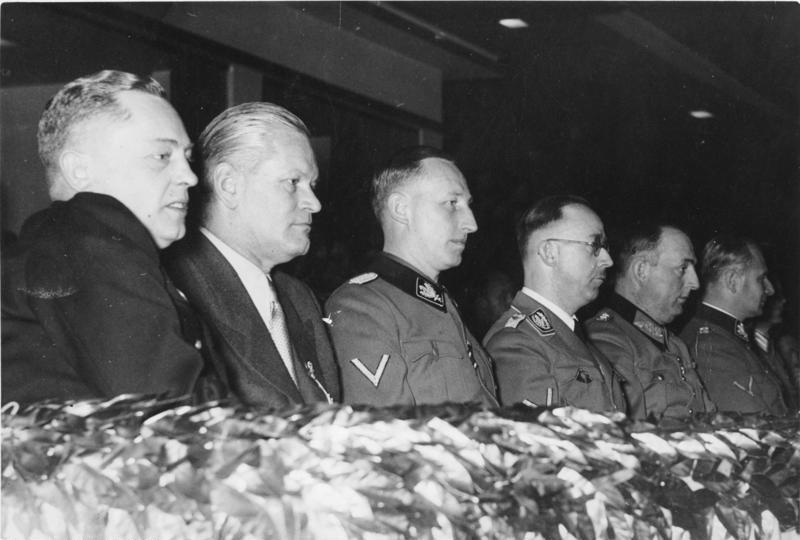
Foto del 1941 che mostra il gallone d'onore sulle maniche delle uniformi da SS di (a partire dal centro verso destra) Reinhard Heydrich, Heinrich Himmler e Karl Wolff (primo a destra)

Dopo l'annessione dell'Austria alla Germania nazista conosciuta come Anschluss, il Partito nazista diede il suo benestare all'indossamento del gallone d'onore a tutti gli austriaci che avevano aderito al Partito nazista austriaco prima del 18 febbraio 1938. La qualificazione venne in seguito estesa a tutto il personale SS che era stato impegnato nei servizi di sicurezza, nella Ordnungspolizei (la polizia d'ordine) e nella Wehrmacht a patto che avesse soddisfatto certe condizioni.